# ルカン・サラカイアロト
ルカン・サラカイアロト（Lukhan Salakaia-Loto、1996年9月19日 - ）は、スーパーラグビー・パシフィック、レッズに所属するラグビーユニオン選手。名前はルーカン・ツイと表記されることもある。

## プロフィール
- ニュージーランド・オークランド出身[1]。
- ポジションはロック(LO)。
- 身長 198cm、体重 116kg[2]
- U20オーストラリア代表に選ばれたことがある[3]
- オーストラリア代表キャップは25（2021年4月現在）でラグビーワールドカップ2019のオーストラリア代表に選ばれた[4]。

## 略歴
ランドウィック、ブラザーズ、ブリスベンシティーを経て、2016年、レッズに加入。
ノーサンプトン・セインツ、レベルズを経て、2024年、レッズに復帰。